# 5107 Laurenbacall
5107 Laurenbacall este un asteroid din centura principală de asteroizi.

## Descriere
5107 Laurenbacall este un asteroid din centura principală de asteroizi. A fost descoperit pe 24 februarie 1987 la Observatorul La Silla de Henri Debehogne. Asteroidul prezintă o orbită caracterizată de o semiaxă mare de 3,13 ua, o excentricitate de 0,08 și o înclinație de 9,1° în raport cu ecliptica.